# Jurinella jujuyensis
Jurinella jujuyensis är en tvåvingeart som först beskrevs av Blanchard 1941.  Jurinella jujuyensis ingår i släktet Jurinella och familjen parasitflugor. Inga underarter finns listade i Catalogue of Life.